# Penaia Ganilau

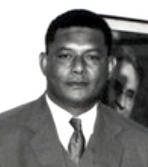
Penaia Kanatabatu Ganilau (zwischen 1957 und 1960)

Ratu Sir Penaia Kanatabatu Ganilau GCMG, KCVO, KBE, DSO (* 28. Juli 1918 in Somosomo auf Taveuni, Fidschi; † 15. Dezember 1993 in Washington, D.C., Vereinigte Staaten) war der erste Präsident der Republik Fidschi. Seine Amtszeit begann am 8. Dezember 1987 und endete durch seinen Tod vorzeitig. Zuvor war er bereits seit 1983 der Generalgouverneur Fidschis, der die legitime Vertretung der Königin von Fidschi, Elisabeth II., ausübte.
Aufgrund einer Krankheit hatte er bereits 1992 die meisten seiner Aufgaben an den Vizepräsidenten und nachfolgenden Präsidenten Kamisese Mara übertragen. Penaia Ganilau starb in Washington, D.C. in den Vereinigten Staaten, wo er sich krankheitsbedingt aufhielt.